# Gyűjtőcsomagolás
A gyűjtőcsomagolás a kiskereskedelmi forgalomba kerülő egységnyi előre csomagolt áruknak a termelővállalatnál vagy a nagykereskedelemben az áru természetétől, fogyási gyorsaságától is függően kialakított egységcsomagolása. 

## Feladatai, előnyei
A gyűjtőcsomagolás feladata az áruk és nyilvántartások kezelésének leegyszerűsítése, a fogyasztói csomagolások egységesítése útján.
Jelentős szerephez jut a diszkontáruházakban, ahol az árukat szállítói, illetve gyűjtőcsomagolásban helyezik ki az eladótérben, oly módon, hogy a gyűjtőcsomagolást „ablakolják”, hogy a vásárlók könnyebben hozzáférhessenek az áruhoz.

### Előnyei
- kíméli az árut
- csökkenti a költségeket (az áru átrakása megtakarítható)

## Jellemzői
„A gyűjtőcsomagolás jellemzően azonos fajtájú és azonos mennyiségű árut tartalmaz. Ennek a csomagolásnak léteznek különleges esetei, melyek nem felelnek meg ennek a jellemzőnek, mégis ebbe a formába sorolhatók. Ilyen a csoport, az összegyűjtő, a bemutató és a nagyfogyasztói csomagolás. A csoportcsomagolás azonos számú, jellegű és közel azonos minőségű termékeket tartalmaz. Az összegyűjtő csomagolás különféle termékeket tartalmaz, de minden terméke egy címzettnek szól. A vásárló találkozik a bemutatócsomagolással, így annak vásárlást ösztönző hatása is van. A nagyfogyasztói csomagolás azonos számú és azonos mennyiségű terméket tartalmaz, amelyek nem feltétlenül vannak egyedileg is csomagolva.”